# Kenji Yamamoto
Kenji Yamamoto (jap. 山本 健二 Yamamoto Kenji; ur. 28 sierpnia 1965) – japoński piłkarz występujący na pozycji obrońcy.

## Kariera klubowa
Jako piłkarz grał w klubach JEF United Ichihara, NTT Kanto.